# 贾瓦德
贾瓦德（Jawad），是印度中央邦Neemuch县的一个城镇。总人口16143（2001年）。

## 人口
该地2001年总人口16143人，其中男性8189人，女性7954人；0—6岁人口2259人，其中男1134人，女1125人；识字率69.52%，其中男性为80.00%，女性为58.73%。